# Regio Călători
A Regio Călători, korábbi nevén a Regiotrans egy romániai, vasúti szállítással foglalkozó vállalat. A céget 2005-ben alapították, székhelye Brassóban van.

## Forgalom
Az alábbi romániai vasútvonalakon biztosítja a személyszállítást:
- 200 - Gyulafehérvár - Alvinc - Nagyszeben
- 203 - Brassó - Zernyest
- 206 - Kudzsir - Alkenyér
- 210 - Gyulafehérvár-Zalatna
- 215 - Arad - Nagylak
- 216 - Arad - Perjámos - Nagyszentmiklós - Valkány
- 217a - Temesvár - Perjámos - Lovrin
- 300-800 - Brassó – Bukarest – Konstanca
- 307 - Balázsfalva - Dicsőszentmárton - Parajd
- 308 -  Segesvár – Székelyudvarhely
- 313 - Újszentanna – Nadab – Ottlaka
- 400 - Brassó - Csíkszereda - Csíkcsicsó
- 403 - Brassó-Bodzaforduló
- 404 - Sepsiszentgyörgy - Bereck
- 406 - Beszterce - Sajómagyarós
- 406b - Marosludas- Lekence - Sajómagyarós
- 916a - Buziásfürdő – Nagyzsám
- 921 - Széphely – Gyér
- 926 - Temesvár–Torontálkeresztes
- 922a - Gátalja – Berzovia – Resicabánya
- 923 - Berzovia - Oravica